# 하남초등학교 (강원)
하남초등학교는 대한민국 강원특별자치도 인제군에 있는 초등학교다.

## 학교 연혁
- 1946.11.25 하남국민학교 개교
- 1981.11.11 본관 교실 신축(2동 9교실)
- 1984.06.11 병설유치원 1학급 개설
- 2002.02.16 제50회 졸업(총 1916명)
- 2003.12.23 하남초등학교 교실 및 화장실 증 개축 관련 준공
- 2004.02.17 제52회 졸업(총 1932명)
- 2005.02.16 제53회 졸업(총 1935명)
- 2006.02.16 제54회 졸업(총 1940명)
- 2006.11.25 개교 60주년 행사
- 2012.02.10 제60회 졸업(총 1969명)
- 2014.02.13 제62회 졸업 3명(총 1979명)
- 2014.03.01 제29대 민병호 교장선생님 부임
- 2014.09.01 제30대 박재두 교장선생님 부임
- 2015.02.12 제63회 졸업 6명(총 1988명)